# Abbas Hosseini Ghaemmaghami
Ajatollah Seyyed Abbas Hosseini Ghaemmaghami (* 1965) ist ein islamischer Theologe und Rechtsgelehrter sowie Philosoph.
Er war von 2004 bis 2008 als Imam und Leiter des Islamischen Zentrums Hamburg (IZH) tätig. So verurteilte Ghaemmaghami im Zuge des Karikaturenstreits die gewalttätigen Proteste und erklärte in einer Fatwa nach den Anschlägen in London im Jahr 2005 die Unvereinbarkeit von Terror und Islam.
Auch als Vorsitzender der Islamisch-europäischen Union der Schia-Gelehrten und -Theologen (IEUS), vertritt er gemäßigte Positionen. Die Hauptziele dieser Union bestehen nach eigenen Aussagen in Bemühungen um mehr Verständnis mit den europäischen Gesellschaften und Darstellung eines Islam, der auf Vernunft basiert und extremistisches Verhalten und Taten von Fundamentalisten ablehnt.
Ghaemmaghani veröffentlichte in der FAZ im November 2010 eine Stellungnahme mit dem Titel: Erlaubt der Koran die Steinigung von Ehebrechern? Darin stellt Ghaemmaghani fest, dass es im Koran keine Bestätigung dieser Strafmethode gäbe. Die Strafe für Unzucht würde mit einhundert Peitschenhieben verordnet, könne jedoch – nach koranischer Sicht – auf die Hälfte reduziert werden. Analog dazu stellt Ghaemmaghani die Frage, was die „Hälfte einer Steinigung“ sei, und kommt zu dem Schluss, „dass die Steinigung aus koranischer Sicht nicht akzeptabel sein kann.“

## Werke
- Seyyed A. Ghaemmaghami: Europäischer Islam oder Islam in Europa? Schiler Verlag 2010, ISBN 978-3-89930-282-0.[5]